# Todarodes pacificus
Todarodes pacificus ist ein Kalmar aus der Familie Ommastrephidae. Die Art lebt im nördlichen Pazifischen Ozean, rund um japanische Küsten, entlang der gesamten chinesischen Küste bis hoch nach Russland. Außerdem reicht das Verbreitungsgebiet über die Beringstraße nach Osten in Richtung der südlichen Küsten von Alaska und Kanada.

## Beschreibung
Der Mantel ist schlank und muskulös. Am dem Kopf abgewandten Ende sitzen 2 pfeilförmige Flossen, welche etwa 40–45 % der Mantellänge erreichen. Diese sind aber nicht das hauptsächliche Mittel zur Fortbewegung. Stattdessen nutzen die Tiere einen Rückstoßantrieb, bei welchem durch die Muskulatur Wasser im Mantel durch eine Röhre ausgestoßen wird und so für den Vortrieb sorgt. Es gibt 8 Arme und 2 Fangarme mit einem keulenförmigen Ende. An den 8 „Standardarmen“  dieser Art wechseln sich Saugnäpfe mit dreieckigen scharfen Zähnen mit Näpfen ab, die flache gestutzte Plättchen beinhalten.
Zwischen den Armen befindet sich die mit einem verhornten Schnabel ausgestattete Mundöffnung, innerhalb des Mundes findet sich eine Radula. Zur Verteidigung gegenüber Räubern verfügen die Tiere über einen Tintensack; ebenfalls sind 3 Herzen vorhanden.
Das Alter eines Individuums kann anhand von Wachstumsringen der Statolithen, mineralischen Bestandteilen der Gleichgewichtsorgane auf der Rückseite des Kopfes, bestimmt werden. Todarodes pacificus wird bis zu 0,5 kg schwer. Die Mantellänge von Weibchen erreicht bis zu 50 cm, Männchen sind kleiner.

## Lebensraum
Die Art bewohnt die oberen Wasserschichten des Ozeans, von der Oberfläche bis in üblicherweise etwa 100 m Tiefe. Sie wurden aber auch schon in 500 m Tiefe nachgewiesen. Die Temperatur in diesen neritischen Biotopen liegt zwischen 5 °C und 27 °C.

## Lebenszyklus
Es ist eine kurzlebige Tierart, die Lebensspanne ist nicht länger als etwa ein Jahr. Jüngere Individuen wandern im Verlauf eines Jahres zunächst nordwärts, eine weitere Migration schließt sich dann südwärts an. Dieser Wanderbewegungen hängen üblicherweise eng mit Wechseln in großräumigen Oberflächenströmungen im Meer zusammen. Große Ansammlungen der Art können in kleinräumigen Strömungswirbeln beobachtet werden.
Die Geschlechtsreife von Weibchen wird mit etwa 20–25 cm Mantellänge erreicht, für die Männchen ist dieses Maß 17–19 cm. Dieser Zustand ist während der nach Süden gerichteten Migration erreicht. Die Männchen erreichen ihre Geschlechtsreife vor den Weibchen und übertragen ihre Spermatophoren auf die noch unreifen Weibchen. Die Biotope haben zu diesem Zeitpunkt einer Wassertemperatur von 13 bis 18 °C. Bei einer Wassertemperatur zwischen 15 und 20 °C laichen die Weibchen zwischen 300 und 4.000 elliptische bis halbkugelförmige Eier ab (der größere Halbmesser beträgt 0,7–0,8 mm), welche in einer gelatinösen Kapsel eingebettet sind.
Drei unabhängig voneinander laichende Unterpopulationen können in japanischen Gewässern unterschieden werden. Eine erste Gruppe laicht im Winter im Ostchinesischen Meer, eine weitere im Herbst westlich von Kyushu, und eine dritte kleine Gruppe erledigt ihr Laichgeschäft im Frühjahr und Sommer im Japanischen Meer. Die Kalmar-Larven schlüpfen nach einer Inkubationszeit von etwa 102–113 Stunden nach Wassertemperatur.
Die Wachstumsraten der Jungtiere sind direkt proportional zur Wassertemperatur und umgekehrt proportional zur erreichten Größe.

## Lebensweise
Todarodes pacificus ernährt sich räuberisch. Wichtige Beutetiere sind Laternenfische, Krebse, Pfeilwürmer sowie die Anchovisart Engraulis japonicus; ebenfalls ist Kannibalismus üblich. Ihrerseits werden die Kalmare von Rochen, Delphinen und anderen Zahnwalen und Robben gejagt.
Diese Kalmarart kann, wie auch andere aus ihrer Gattung, meterlange Strecken oberhalb der Wasseroberfläche in einem Gleitflug zurücklegen. Flugstrecken von bis zu 30 Metern sind dokumentiert.

## Todarodes pacificusund der Mensch

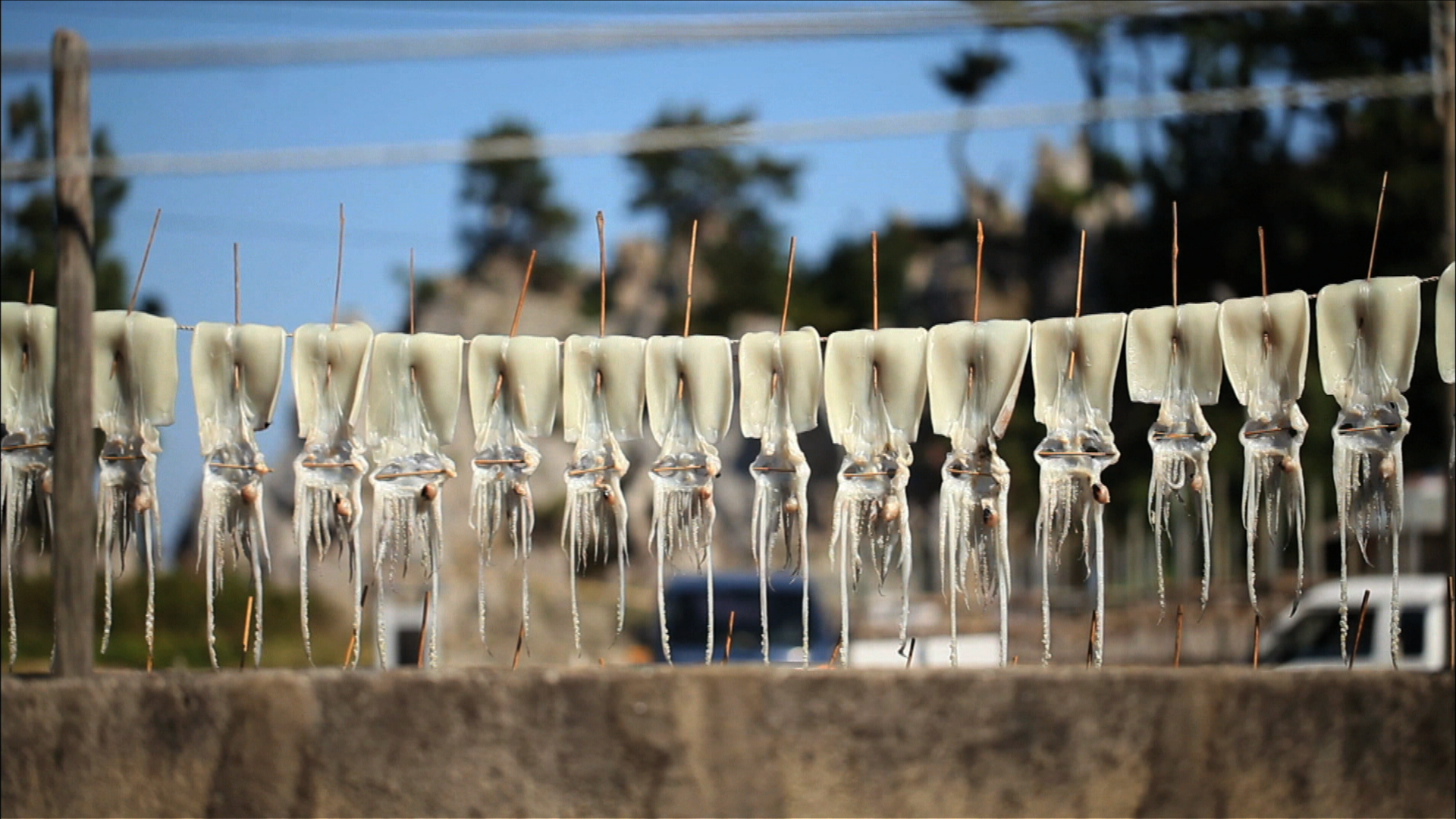
Konservierung von gefangenen T. pacificus durch Trocknung

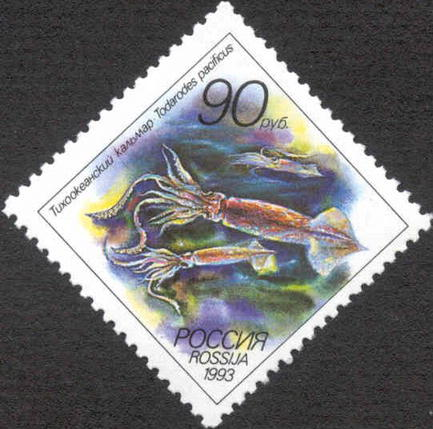
Todarodes pacificus aus einer russischen Briefmarke von 1993

Diese Kalmarart ist eine wichtige Beute für gewerbliche Fischereien. Hauptsächlich wird ihr in der FAO Major Fishing Area 61, rund um japanische Küsten und im geringeren Maße vor der koreanischen Halbinsel und China, nachgestellt. Die Fanghöchstmenge war mit 600.000 Tonnen im Jahr 1952 erreicht, was 91,5 % des gesamten japanischen Tintenfisch- und Sepiafangs entsprach. Seitdem sind die angelandeten Mengen geringer und bewegten sich zwischen etwa 200.000 und weniger als 400.000 t jährlich. Im Jahr 1981 wurden 230.000 t angelandet, was dennoch 18 % des weltweiten Cephalopoden-Fangs entsprach.
Gehandelt wird das Kalmar-Fleisch getrocknet (Surume), für den Rohverzehr als Sashimi, sowie in Konserven, vorgekocht und tiefgekühlt.